# Kriva Rijeka
Kriva Rijeka je naselje v občini Kozarska Dubica, Bosna in Hercegovina. 

## Deli naselja
Đurice, Janjoši, Kesari, Kriva Rijeka, Marini, Rodići in Tute.

## Prebivalstvo
| Pregled števila prebivalcev po letih | Pregled števila prebivalcev po letih | Pregled števila prebivalcev po letih | Pregled števila prebivalcev po letih | Pregled števila prebivalcev po letih | Pregled števila prebivalcev po letih |
| ------------------------------------ | ------------------------------------ | ------------------------------------ | ------------------------------------ | ------------------------------------ | ------------------------------------ |
| 1948                                 | 1953                                 | 1961                                 | 1971                                 | 1981                                 | 1991                                 |
| -                                    | -                                    | -                                    | 232                                  | 155                                  | 121                                  |

| Narodna sestava prebivalstva po letih                                                                                      | Narodna sestava prebivalstva po letih                                                                                      | Narodna sestava prebivalstva po letih                                                                                      |
| --- | --- | --- |
| 1971 | 1981 | 1991 |
| . skupaj: 232 Srbi 228 (98,27 %) Hrvati 3 (1,29 %) Muslimani 0 (0,00 %) Jugoslovani 0 (0,00 %) drugi in neznano 1 (0,43 %) | . skupaj: 155 Srbi 147 (94,83 %) Hrvati 0 (0,00 %) Muslimani 0 (0,00 %) Jugoslovani 8 (5,16 %) drugi in neznano 0 (0,00 %) | . skupaj: 121 Srbi 116 (95,86 %) Hrvati 0 (0,00 %) Muslimani 0 (0,00 %) Jugoslovani 3 (2,47 %) drugi in neznano 2 (1,65 %) |